# Kościelniki Dolne (przystanek kolejowy)
Kościelniki Dolne – zamknięty 1 października 1991 roku przystanek osobowy w Kościelnikach Średnich na linii kolejowej nr 337 Lubań Śląski – Leśna, w powiecie lubańskim, w województwie dolnośląskim, w Polsce.